# نیکولا پوپلاشن
نیکولا پوپلاشن (انگلیسی: Nikola Poplašen؛ زادهٔ ۱۹۵۱) یک سیاست‌مدار اهل بوسنی و هرزگوین است.